# Anastrebla nycteridis
Anastrebla nycteridis är en tvåvingeart som beskrevs av Wenzel 1966. Anastrebla nycteridis ingår i släktet Anastrebla och familjen lusflugor. Inga underarter finns listade i Catalogue of Life.